# Шивукувуку, Абел
Абе́л Эпала́нга Шивукуву́ку (порт. Abel Epalanga Chivukuvuku; 11 ноября 1957, Лувемба, провинция Уамбо) — ангольский политик, военный и дипломат, видный деятель УНИТА. Участник гражданской войны 1975—2002 годов, офицер разведывательной службы повстанческой армии ФАЛА. В легальной политике — активный противник правящего МПЛА. Основатель избиратнельного движения Широкая конвергенция за спасение Анголы (КАСА), депутат парламента Анголы и Панафриканского парламента. С 2022 вновь руководящий деятель УНИТА.

## Активист УНИТА
Родился в ангольской провинции Уамбо (провинция), где широко представлен народ овимбунду, составивший основу повстанческого движения и политической партии УНИТА. Окончил начальную школу и лицей в Нова-Лижбоа, ныне Уамбо.
Абел Шивукувуку был активным сторонником Жонаша Савимби. В 17-летнем возрасте Шивукувуку вступил в УНИТА. Участвовал в столкновениях с МПЛА, получил офицерское звание в Вооружённых силах освобождения Анголы (ФАЛА). Прошёл военно-техническое обучение в ФРГ, Великобритании, Заире и ЮАР. Освоил курсы военного управления, телекоммуникационной разведки и международных отношений. В звании подполковника занимал пост заместителя начальника разведки ФАЛА. Затем перешёл в дипломатический аппарат УНИТА. Представлял движение в странах Европы и в ООН.
После Бисесских соглашений 1991 года и назначения многопартийных выборов в Анголе возглавил дипломатическую службу УНИТА. Осенью 1992 года баллотировался от УНИТА в парламент, был ранен в резне Хэллоуин.
С 1993 года — помощник и политический представитель Савимби. От его имени осуществлял контакты с президентом Анголы Жозе Эдуарду душ Сантушем. После гибели Савимби, окончания гражданской войны и легализации УНИТА в 2002 году стал секретарём партии по парламентским и конституционным вопросам.

## Лидер КАСА
В марте 2012 года после 38 летнего членства в УНИТА Шивукувуку вышел из партии в знак протеста против пассивной политики председателя партии Исайаша Самакувы, его чрезмерной лояльности к правящему режиму. Он инициировал создание избирательной коалиции Широкая конвергенция за спасение Анголы (CASA-CE, КАСА) (на португальском языке аббревиатура CASA звучит как «дом»). В коалицию вошли несколько небольших оппозиционных групп, консолимдированных политическим потенциалом Шивукувуку.
На сентябрьских выборах 2012 партия получила 6 % голосов и 8 парламентских мандатов. Наблюдатели расценили Шивукувуку как более харизматичного лидера, нежели Самакува.
В 2012—2013 годах КАСА включилась в уличные протесты оппозиции. Её активисты участвовали в уличных беспорядках в Луанде мая 2012 года. 23 ноября 2013 года активист КАСА Мануэль де Карвалью был убит солдатами президентской охраны за распространение листовок. Похороны оппозиционера вылились в оппозиционную демонстрацию. Полиция и госбезопасность арестовали большую группу членов КАСА, включая брата оппозиционного лидера Америко Шивукувуку. 27 ноября 2013 Абел Шивукувуку выступил с заявлением о происходящем всплеске насилия.
Шивукувуку резко критикует правительство МПЛА как «одно из самых коррумпированных в мире». Корень нищеты и коррупции он усматривает в авторитарном правлении президента душ Сантуша.

Единоличная диктатура президента, дутое развитие нефтяного сектора, вопиющая бедность народа — всё это должно закончиться к 2017 году.

Абел Шивукувуку

10 декабря 2013 года Абел Шивукувуку вместе с лидерами других оппозиционных партий подписал от имени КАСА Политическую декларацию о правах человека в Анголе. Оппозиция потребовала от режима душ Сантуша прекратить политические преследования и партийную монополизацию власти.
Партия Шивукувуку рассматривалась как наиболее динамичная и перспективная сила ангольской оппозиции. По идеологии и программе КАСА мало отличалась от УНИТА, но выступала в более наступательном стиле, нежели партия Самакувы. В то же время ветераны УНИТА — в том числе радикальные оппозиционеры, как Абилио Камалата Нума — считали разрыв с партией Савимби ошибкой «брата Абела».
На парламентских выборах 23 августа 2017 года движение Шивукувуку показало значительный рост поддержки: более 630 тысяч голосов, почти 9,5 %. Это позволило создать в Национальной ассамблее фракцию из 16 депутатов.
В сентябре 2017 Жозе Эдуарду душ Сантуш оставил пост президента Анголы. Его преемник Жуан Лоренсу повёл политику своеобразной «ангольской оттепели». Однако Абел Шивукувуку орставался в жёсткой оппозиции режиму МПЛА.

## Возвращение в УНИТА
Единоличное руководство Шивукувуку вызвало недовольство ряда активистов. Оппозицию возглавили председатель парламентской фракции КАСА Андре Мендеш ди Карвалью и вице-председатель КАСА Мануэл Фернандеш. В феврале 2019 они добились отстранения Шивукувуку от руководства.
Абел Шивукувуку сделал попытку возглавить новый партийный проект — Партию возрождения Анголы. Во главе этой структуры Шивукувуку принял участие в создании оппозиционной предвыборной коалиции Объединённый патриотический фронт вместе с УНИТА и Демократическим блоком. Однако Конституционный суд отказал в регистрации. (Многие наблюдатели посчитали отказ политически мотивированным, поскольку Гуманистическая партия Анголы во главе с Флорбелой Малакиаш была зарегистрирована без проблем.)
На выборах 24 августа 2022 Абел Шивукувуку был избран в парламент по списку УНИТА — вторым номером после Адалберту Кошта Жуниора. Такое образом, совершилось его возвращение, предвиденное Камалатой Нумой. КАСА в отсутствие Шивукувуку потерпела полное поражение и лишилась парламентского представительства.

## Интересные факты
День рождения Абела Шивукувуку 11 ноября совпадает с главным национальным праздником Анголы — Днём независимости.